# 유흡
사수왕 유흡(泗水王 劉歙, ? ~ 34년)은 후한 초기의 제후왕으로, 자는 경손(經孫)이다. 광무제의 족부로, 아들 유종은 어릴 때부터 광무제와 친하였다.

## 생애
경시제를 따라 관중으로 들어가 원씨왕(元氏王)에 봉해졌고, 경시제가 패망한 후 유종과 함께 낙양(洛陽)으로 달아나, 건무 2년(26년)에 사수왕에 봉해졌다.
건무 10년(34년)에 죽었다. 봉국은 폐지되었고, 막내아들 유천(劉燀)을 당계후(堂谿侯)에 봉하여 유흡의 제사를 받들게 하였다. 유종은 아버지의 죽음을 너무도 비통해하여, 28일을 곡하며 지내다가 자신도 죽었다.

## 출전
- 범엽, 《후한서》 권14 종실사왕삼후열전

## 가계
- 사수왕 유흡
  - 치천왕 유종
  - 당계후 유천(堂谿侯 劉燀)

| 전임 (첫 봉건) | 후한의 사수왕 26년 ~ 34년 | 후임 (봉국 폐지) |